# 다중심언어
다중심언어 또는 복수중심언어(pluricentric language, polycentric language)는 복수의 규범화된 판(표준어 또는 이에 준하는 것)이 존재하는 언어를 말하며, 주로 여러 나라에 걸쳐 같은 언어의 현지판이 발생하는 경우를 일컫는다  예를 들어 영어, 프랑스어, 포르투갈어, 독일어, 한국어, 스페인어, 스웨덴어, 아르메니아어 및 중국어는 다중심언어의 특성을 갖고 있는 예로 소개된다.
이와 상대 개념으로 오직 한 종류의 표준화된 언어만이 존재하는 언어로 단일중심언어(monocentric language)라는 개념이 존재하며, 러시아어와 일본어를 그 예로 들 수 있다.
같은 언어에 바탕을 둔 다른 언어들이 각자의 지역에서 사용되어 이윽고 표준어로 규정되는 예는 말레이시아어와 인도네시아어 또는 힌디어와 우르두어에서처럼 존재한다.
이러한 현상은 세르보크로아트어에서도 발생이 확인되고 있다.

## 개요
다중심언어로 분류되는 언어들은, 국경을 넘어서 여러 국가 또는 지역에서 사용되며, 이에 따라 모국어 또는 민족 의식 또한 단일 지역의 단일 언어와는 다른 양상을 보이는 경우가 많다. 대표적인 예로 영어, 프랑스어, 스페인어, 포르투갈어, 독일어, 아랍어, 페르시아어, 한국어, 중국어, 스와힐리어, 스웨덴어, 벵갈어, 힌두스타니어, 말레이어 등이 이 범주에 속한다. 다중심언어의 내부 언어 규범은, 서로 방언의 관계가 있는 경우가 많으며, 많은 경우 서로 의사소통이 가능하다.
한 언어가 여러 곳에 복수의 표준 규범을 두게 되는 현상은, 그 언어를 사용하는 화자가 지리적, 민족적, 종교적, 정치적인 격리로 인해 여러 집단으로 나뉘어, 각각의 집단이 개별적으로 규범을 정하는 형태가 대부분이다.
지리적인 이유로 화자가 여러 집단으로 분화되는 경우, 많은 경우 각자의 지역에서의 방언에 기초한 표준 규범이 작성되나, 각각의 표준 사이에 어느 정도의 차이가 존재하여도 전체적으로 같은 언어로 취급하는 경우가 많다. 전형적인 예로는 영어(미국 영어, 영국 영어) 및 스페인어( 스페인 본토의 스페인어, 라틴 아메리카 국가들의 스페인어들)가 있다.
한편, 같은 계통의 언어라 하더라도, 민족적 또는 종교적인 이유로 복수의 표준 규범이 발생하는 경우, 지역 방언보다는 사회 방언에 가까운 양상이 전개되는 경우가 많으며, 거의 유사한 언어임에도 불구하고 각각의 표준 규칙에 따라 별도의 언어로 주장되는 경우가 존재한다. 전형적인 예로는 세르보크로아트어(이에 속하는 세르비아어, 크로아티아어, 보스니아어, 몬테네그로어는 모두 동 헤르체고비나 방언을 바탕으로 하고 있다), 힌두스타니어( 힌디어, 우르두어는 델리 지방 방언을 바탕으로 한다)를 들 수 있다.
이 외에도, 각각의 언어에 따라 여러 가지 양상을 보인다. 언어 표준이 별도로 존재하는 현상이 정치적인 이유로 민감한 문제로 발전하는 경우 (루마니아어와 몰도바어, 한자문화권 지역에서의 한국어의 호칭 문제), 복수 표준 규약의 총칭이 불분명한 경우 (카탈루냐어, 발렌시아어)도 존재한다. 특수한 예로는 같은 국가, 민족, 언어임에도 불구하고 두가지 표준어가 존재하는 노르웨이어 (보크몰과 뉘노르스크)가 있다.
단일 언어의 규범 만이 존재하는 '단일 중심 언어'로는 러시아어, 일본어, 아이슬란드어, 알바니아어 등이 있다.

## 언어의 다중심화의 다양한 예

### 독일어
표준 독일어는 비대칭 다중심 언어로 간주된다. 독일 지역에서 사용되는 독일어가 표준으로 간주되는 경향이 있는데, 이는 독일 지역의 독일어화자 인구가 많은 것이 이유이나, 한편 오스트리아 및 스위스에도 독일어의 표준이 존재한다는 사실의 인식 부족에 기인한다. 독일의 언어학자 테오도르 집스(Theodor Siebs)의 1898년 저술인 독일어 무대 발음에 의한 가극에서의 표준 발음 규정이 존재하고, 이 규칙의 일부가 현재 독일어권 라디오 및 텔레비전 방송에서도 사용되고는 있으나, 이런 표준이 오스트리아, 남티롤, 스위스 등에서 공적으로 철저하게 지켜지고 있냐고 하면 사실이 아니다. 이들 지역은 발음, 어휘, 경우에 따라서는 문법면에서 상이한 점이 존재한다. 스위스에서는 에스체트(ß)가 표기용 문자에서 빠지며, ss가 이를 대체하였다. 독일권 안에서도 다른 문화적 정체성을 갖는 바바리아 지방의 뉴스 방송에서도 에스체트의 ss로의 대체가 종종 적용되기도 한다.

### 말라얄람어
말라얄람어는 역사적으로 한가지 이상의 문어 형태가 존재한 다중심언어이다. Aryanezhuthu로 한때 인식되었던 현대 말라얄람어가 공식적으로 인정되었으나, 이 외에 마필라 무슬림 사이에서 통용되는 아랍 말라얄람어, 토마스주의 기독교인의 Karshoni, 코친 유대인의 유대 말라얄람어 등이 존재한다.

### 불가리아어
불가리아어에는 둘 또는 세 종류의 표준이 존재한다. 표준 불가리아어 외에 로마자로 표기되는 바나트 불가리아 방언(banat bulgarian dialect)이 있다. 마케도니아어는 마케도니아 공화국에서는 별도의 언어로 간주되는 반면, 불가리아 정부는 불가리아어의 한 갈래로 보고 있다

### 세르보크로아트어
세르보크로아트어는 세르비아, 크로아티아, 몬테네그로, 보스니아 헤르체고비나에서 사용되는 네 종류의 표준(보스니아어, 크로아티아어, 몬테네그로어, 세르비아어)이 존재하는 다중심 언어이다. 이들 언어 사이에는 약간의 차이가 존재하나, 서로 전혀 다른 언어라고 정당화할만한 정도의 차이는 아니다. 이들 차이로 인해 각 언어 사이의 의사소통이 어려워지는 정도는 아니며, 이들 차이에 불구하고 한 언어군으로 구분하는데에는 문제가 없다.

### 스웨덴어
스웨덴어는 스웨덴에 있는 스웨덴어 아카데미의 규정을 받는 단일 표준인 릭스벤스카(Rikssvenska)가 존재한다. 한편 핀란드에서 사용되는 핀란드 스웨덴어(핀란드스벤스카, 핀란드어로 Högsvenska)는 핀란드어와 더불어, 핀란드의 공식 언어로 존재하고 있다. 이 두 언어 사이에는 어휘 및 문법에서 차이가 존재한다. 대표적인 차이로는 릭스벤스카에서 전모음 앞의 /k/를 [ɕ]으로, 핀란드의 스웨딘어에서는 [tʃ]으로 발음한다. 릭스벤스카 스웨덴어의 특징인 두 음조가 핀란드 쪽에서는 결여되어 있어, 핀란드의 스웨덴어는 릭스벤스카와 비교하면 단조롭게 들린다.
여기에, 지리적으로 오랜 기간 동안 떨어진 이유로 스베알란드 및 예탈란드 방언에서 멀어져, 다른 언어로도 고려되기도 하는 방언들도 존재한다.(Elfdalian, Jamtlandic, Westrobothnian, Gunish) 스웨덴 정부는 이들 언어들을 각 지역의 고유 언어보다는 스웨덴어의 방언으로 취급하고 있다. 이들 언어들은 화자층의 고령화로 인해 심각한 절멸 위기를 맞고 있다.
핀란드 오스트로보트니아 해안 지역에서 사용되는 스웨덴어 방언들은, 고대 노르딕어에서 변화된 형태로, 노르딕어의 영향을 적게 받은 스웨덴어 표준어와 별도의 언어로 간주될 수 있다.

### 스페인어
스페인어는 사용되는 지역에 따라 각국 및 지역의 언어적 규칙이 존재하나, 이들의 차이에 불구하고 다른 규칙의 스페인어 화자 간에 서로 의사소통이 가능하다(경미한 어휘상의 차이는 차치하더라도). 스페인에서는 마드리드의 교육받은 화자가 사용하는 말을 표준으로 제정하고 있다. 아르헨티나와 우루과이에서는 각각 부에노스아이레스와 몬테비데오 지역의 방언을 표준어로 삼고 있다. 이들 지역의 스페인어는 리오플라텐세 스페인어라고 하며, 다른 스페인어 표준과 비교하면 2인칭 단수 대명사로 vos를 사용하는 보세오 현상이 특징으로 나타난다. 카나리아 제도의 표준 스페인어와 아메리카 대륙의 스페인어 방언들(미국 및 라틴 아메리카)은 안달루시아 스페인어와 밀접한 관계가 있다. 콜롬비아의 보고타 지역의 방언은 클리어한 발음을 특징으로 들 수 있다. 스페인어화자가 많은 멕시코의 멕시코 스페인어는 스페인어 화자인구 중 가장 많은 인구를 갖고 있다. 미국의 라틴계 스페인어는 음악, 문화, 텔레비전 방송을 통해 전세계의 스페인어권에 영향을 끼치고 있다.

### 아람어
고대 시리아 및 메소포타미아 지역의 국제어 격이었던 아람어는 많은 문어적 표준이 존재하는 다중심의 특정을 지닌 언어이다. 아람어에 속하는 표준으로 시리아어, 유대인 팔레스타인 아람어, 유대 바빌로니아의 아람어, 사마리아인 아람어, 만다어를 비롯하여, 현대 아람어 군에 속하는 다양한 방언들이 존재한다.

### 아랍어
이슬람 이전 시대의 아랍어에서도 다중심의 특성을 지녔다고 한다. 아랍어권 국가에서는 여러 다른 수준의 다중심화가 관측되고 있다.
현대 아랍어는, 아랍어가 사용되는 지역과 사용되는 커뮤니티의 종류에 따라 다른 종류의 방언이 존재하는 다중심언어이다. 아랍어의 방언으로는 걸프 아랍어(사우디아라비아, 아랍에미레이트, 카타르, 바레인, 쿠웨이트 등 페르시아 걸프 지역의 왕정국가들에서 사용됨), 이라크 아랍어, 레반트 아랍어 (레반트 지역 국가 - 시리아, 레바논, 요르단 및 팔레스타인에서 사용됨), 이집트 아랍어, 수단 아랍어, 마그레브 아랍어 (아프리카 북서부에서 사용됨) 및 유대 아랍어(아랍권의 유대인 커뮤니티에서 사용) 등 많은 예가 존재한다. 이들 아랍어를 사용하는 국가들은 정규 교육 및 공식 문건에 현대 표준 아랍어를 사용하며, 이에 따라 아랍권 국가에서는 디글로시아가 빈번히 발생한다.

### 아르메니아어
아르메니아어에는 전례용 언어인 고전 아르메니아어와 두 종류의 표준어인 서부 아르메니아어와 동부 아르메니아어가 존재한다.

### 영어
영어는 발음, 어휘, 철자법 등이 영국, 북미, 영어를 사용하는 아프리카 국가, 싱가포르, 인도, 오세아니아에서 서로 다른 표준이 존재하는 다중심언어이다. 교육받은 영어의 네이티브 화자는 여러 표준 중 한 표준을 구사하며, 다른 표준 영어 구사자 사이는 상호의사소통이 가능하나,비표준 형태로 존재하는 방언이 존재한다. 영어는 다중심 언어의 균질적인 예로 취급되는데, 이는 한 표준이 다른 표준에 대해 분명한 문화적 지배력을 지니지 않기 때문이다.
그럼에도 불구하고, 통계적으로, 미국 영어의 원어민은 전 영어화자의 66% 이상을 차지하고 있으며, 영국 영어가 19%로 두번째 위치에 있고, 그 외에 호주 영어와 캐나다 영어가 각각 7% 정도를 차지한다. 최근 수십년간의 세계화로 인해, 세계의 많은 지역에서의 영어를 학교에서 매일 학습하며 일상 생활에서 사용하는 비율이 증대되고 있어, 영어는 점진적으로 분산화되어 가고 있다.
영어를 제2언어로 가르치는 교육 시스템에서는 영국 영어와 미국 영어가 다루어지고 있다. 영국 영어는 말레이시아, 인도, 파키스탄, 홍콩, 싱가포르 등 과거 영국의 식민지였던, 영어가 인구 다수의 제1언어가 아니었던 지역에서 주로 가르쳐지나, 또한 유럽연합과 유럽의 나머지 지역에서 주로 교육되고 있다. 이에 반해, 미국 영어는 라틴 아메리카 지역, 한국, 대만, 중국,일본 등에서 주로 선정되고 있다.
필리핀 영어 (제2언어로 주로 사용됨)는 미국 영어에서 많은 영향을 받았다. 필리핀의 콜 센터 산업의 부흥의 영향으로, 일부 필리핀인들은 그들의 영어 엑센트 및 억양을 고객 국가의 엑센트와 유사하도록 노력을 기울였다. 실제로 많은 호주의 기업들은 필리핀 콜센터를 이용하고 있다
호주, 뉴질랜드, 캐나다의 영어는, 자체적으로 별도의 규칙이 정립되어 있으나, 대외적으로 미국 영어나 영국 영어처럼 가르쳐지는 경우는 적다. 호주 및 뉴질랜드의 영어는 영국 영어와, 캐나다 영어는 미국 영어와 발음 면에서 유사하다.
역사적으로 영어는 1707년 통합되기 전까지 독립적인 왕국이었던 잉글랜드와 스코틀랜드에서 사용되어왔던 다중심적인 언어였다. 잉글랜드의 영어와 스코틀랜드 영어는, 현재는 영국 영어의 하부 개념으로 존재한다

### 중국어
20세기 중반에 이르기까지, 중국 대륙의 사람들은 각 지역의 중국어 방언을 사용하였다. 이 방언들은 넓게 학자들의 한문 고전에서 갈라져 나왔으나, 실질적인 수단으로, 명 및 청 왕조에서는 조정의 관리를 위해 북방 언어의 한 갈래인 관화(官話)를 채택하였고, 이는 북경어(만다린)으로 이어졌다.
20세기에 이르러, 한문은 북방 방언들을 바탕으로 둔 백화문으로 교체되었다. 1930년대에는 표준 국가 언어인 국어(國語)가 제정되었다. 이 국어는 베이징의 방언을 바탕으로 다른 여러 북방 방언들의 어휘를 차용한 언어였다. 1949년 중화인민공화국의 수립 이래, 이 표준은 푸퉁화(普通话/普通話 )로 규정되었다. 한편, 타이완을 다스리는 중화민국에서는 같은 방식으로 이 언어가 '국어'(궈위)로 지정되었다. 이 언어는 싱가포르에서는 '화위'(Huáyǔ, 华语/華語)라는 명칭으로 공식 언어가 되었다.
이상의 중국의 세 표준은 매우 유사하나, 몇가지 부분에서 차이를 두고 있다. 대만 및 싱가포르의 중국어에는, 중국의 남동쪽 해안 지역 방언의 특성인 반전음 /tʂ tʂʰ ʂ/의 소실 현상이 있어, 이들 중국어에서는 설청음 /ts tsʰ s/ 을 구별하지 않는다. 또한 대만 및 싱가포르에서는 중국 중국어의 '얼화'(erhua) 현상이 일반적으로 회피된다. 한편 대만의 중국어는 민어 및 일본어에서의 차용어가, 싱가포르의 중국어에서는 영어, 말레이어, 민어 및 중국 남방 방언들의 어휘가 차용어로 포함되고 있다.

### 카탈루냐어–발렌시아어–발레아레스어
마요르카 출신의 작가 안토니오 마리아 알코버(Antoni Maria Alcover i Sureda)의 카탈루냐어 사전인 "Diccionari català-valencià-balear"에서 찾아볼 수 있는 "카탈루냐어–발렌시아어–발레아레스어"라는 표기는 실제로 널리 사용되지 않는다.
카탈루냐어, 혹은 발렌시아어로 불리는 스페인 지역의 언어는, 모어화자의 민족의식의 불일치의 한 예이다.
국제적으로는 카탈루냐어(catalan)으로 알려져 있는 이 언어는 에스놀로그에도 등재되어 있으며, 카탈로니아 지방 뿐만 아니라 안도라 및 발레 아레스 제도에서도 사용되고 있다. 그러나 발렌시아 지방에서는 이 언어를 '발렌시아어'로 지칭하고 있다. 이는 정치적인 이유가 크나, 한편으로 발렌시아 지방의 언어는 레콩키스타로 거슬러 올라가는 문학적 전통을 가지고 있다.
1998년 설립된 발렌시아어 아카데미(Acadèmia Valenciana de la Llengua)에서 독자적인 맞춤법 규칙과 어휘의 정서법을 책정하여, 이후 카탈루냐어와 발렌시아어라는 두가지 표준이 존재하게 되었다. 한편, 이 두 표준 외에, 마요르카 지역의 마요르카어(mallorquí), 메노르카 지역의 메노르카어(menorquí) 등이 존재하며, 이러한 표준들을 총칭할 명칭은 존재하지 않으며, 언어학자들은 '카탈루냐어-발렌시아어-발레아레스어'라는 가칭 대신 '카탈루냐어'를 총칭으로 사용하는 예가 많다.

### 콥트어
콥트어에는 사히드어 및 보하리어 등의 문어 방언들이 존재했다.

### 프랑스어
현대에 이르러, 프랑스어에는 네 가지 표준이 존재하고 있다. 파리 프랑스어(표준 프랑스어), 북미 프랑스어, 국제 프랑스어(미디어 및 교육), 아프리카 프랑스어가 그것이다.
20 세기 초까지,프랑스어 언어는 프랑스 국내에서도 방언과 이해도의 정도에 따라 발음과 어휘 면에서 큰 차이가 있었다. 프랑스 정부는 파리 지역의 방언(오일어)를 학교에서의 교육 수단으로 지정하며, 다른 방언, 이를테면 스칸디나비아권 언어에서 영향을 받은 노르망어 같은 방언들은 무시되었다. 현재에도 프랑스 정부가 이들 방언들을 프랑스의 언어로 인식함에도 불구하고  재정적인 지원 또는 입법부를 통한 소수 언어로서의 지정 등의 검토가 없음에 대한 논쟁이 프랑스 내에 존재한다.
북미 프랑스어는, 17세기부터 18세기 사이의 신대륙의 프랑스 식민화의 부산물이다. 북미 프랑스어에는 역사적인 이유로 파리 지역의 프랑스어에서는 존재하지 않은 어휘 및 방언들이 많이 포함되어 있다. 퀘벡, 아카디아 지역에 정착한 주민들, 이후에 루이지애나가 되는 지역 및 북부 및 북서부 프랑스에서 온 북부 뉴잉글랜드 지역에 입식한 주민들은 노르망어, 프와투어(poitevin), 앙주어(angevin) 등의 파리 지역 방언과는 동떨어진 방언들을 써왔다. 이러한 프랑스 본토와는 멀리 떨어진 지역에서의 프랑스어의 변형들은 이후 프랑스어 아카데미(L'Academine Français)가 주도하는 프랑스어의 표준화 작업의 명백한 추진력으로 작용하여, 북미 프랑스어 방언들을 명확히 구분하게 되었다. 아카디아 지역의 프랑스어는 주로 캐나다의 뉴 브런즈윅 지역에서 사용되며, 이 언어에는 17세기 때의 분리의 영향으로 현대 프랑스어에는 없는, 훨씬 오래된 기원을 가진 어휘들이 다수 포함되어 있으며, 독특한 억향을 가진다. 퀘베끄와(Québécois)로도 지칭되는 퀘백 프랑스어는 프랑스어 계방언 중 가장 큰 규모이며, 유럽의 어느 곳에서도 찾을 수 없는 독특한 발음과, 모음의 발음에서의 큰 차이, 그리고 구문의 차이가 존재한다. 케이준 프랑스어는 캐나다에는 없는 몇가지 다른 점을 보유하고 있다. 여기에는, 선주민 네이티브 아메리칸 및 아프리카 방언들에서 유래된 단어들, 그리고 프랑스어에서는 완전히 사라진 어말의 r 의 발음 등이 있다. 케이준 프랑스어는, 다른 프랑스어와는 달리, 인접한 영어와 보다 밀접한 접촉을 거쳐 20세기에 들어와서는 자음 발음을 보다 딱딱하게 하는 식으로 변화되었다. 한편으로, 케이준 프랑스어는 세대를 거쳐 구어로써 사용되었으며, 문법 및 언어적 특성이 프랑스어의 철자법에 보강된 것은 최근의 일이다.
프랑스와 인접한 벨기에 및 스위스에도 프랑스어의 표준이 존재한다. 이들 언어는 게르만 계 언어에서 문법 및 어휘의 영향을 받았으며, 경우에 따라서는 지역 방언들의 영향도 존재한다. 벨기에의 예를 들면, 왈로니아 지역은 구어 프랑스어에 미친 게르만계 언어의 영향이 뚜렷하다. (예: '눈을 깜짝이다'는 표준 프랑스어에서는 cligner, 독일어 및 네덜란드어에서는 blinken, 이 영향을 받은 왈롱어 및 지역 프랑스어에서는 blinquer.) 순환 도로를 의미하는 프랑스어 어휘는 rocade 또는 périphérique 이나 벨기에에서는 자국의 세 공용어에서 공통으로 ring 을 사용한다. 또한, 벨기에 및 스위스의 프랑스어에는, 표준 프랑스어 및 캐나다 프랑스어와는 비교되는 숫자 체계의 차이가 있다. 70, 80, 90을 의미하는 단어로 septante, octante/huitante 및 nonante를 사용한다는 점이 명확한 예이다. 표준 프랑스어 및 다른 표준들에서는 70을 soixante-dix (60과 10)로 80을 quatre-vingts (20이 네개)로, quatre-vingt-dix(20이 네개에 10)로 표기한다. 오세아니아에서 사용되는 프랑스어 또한 현지 언어에 영향을 받았다. 뉴칼레도니아 프랑스어는 어휘 및 문법 구조에서 카낙어의 영향을 받았다. 아프리카프랑스어 또한 다른 변화형에 해당한다.

### 페르시아어
페르시아어에는 이란, 아프가니스탄 (공식명은 다리어) 및 타지키스탄 (공식명은 타지크어)에 세 종류의 표준어가 존재한다. 이란의 표준 페르시아어는 테헤란 지역의 방언이, 다리어는 카불 지역의 방언이, 표준 타지크어는 두샨베 방언을 바탕으로 하고 있다. 이란 페르시아어와 아프가니스탄 페르시아어는 아랍 문자를 바탕으로 한 페르시아 문자를 표기체계로 사용한다. 타지크어는 키릴 문자의 수정판을 사용하였으나, 페르시아 문자를 재도입하려는 움직임이 존재한다.

### 포르투갈어
포르투갈어와 유사한 스페인 갈리시아 지방의 갈리시아어가 존재하나, 포르투갈어의 표준규범은 브라질 포르투갈어와 유럽 포르투갈어를 들 수 있다. 두 포르투갈어 표준은 발음 면에서 현저한 차이의 변화가 있으며, 문법 면에서는 대명사 체계에 차이점이 존재한다. 또한 브라질 포르투갈어는, 문법 면에서 덜 보수적으로 간주된다. 그 결과 두 포르투갈어 화자 사이에 이전의 노출 경험이 없이 커뮤니케이션을 취하려 할 경우, 특히 브라질 포르투갈어 화자가 유럽 포르투갈어를 접할때에 어려움이 발생한다. 브라질의 텔레노벨라의 오랜 기간 동안의 유럽 지역의 보급으로, 포르투갈의 포르투갈어 화자는 브라질 포르투갈어의 엑센트 및 특정 단어의 이해 면에서 덜 어려움을 겪는다.
브라질 포르투갈어와 유럽 포르투갈어는 현재 별도의 유사한 철자 표준을 각각 두고 있다. 이 두 표준의 통합 표기법(제한된 수의 단어는 이중 맞춤법을 허용)에 브라질 및 포르투갈 정부에 의해 승인되어, 현재는 공식적인 표준으로 존재한다. 공식 표기 표준은 문법적으로 서로 유사하나 일부 사소한 문법적 차이점은 존재한다.
이 외에 아프리카의 포르투갈어 사용 지역에서 사용되는 아프리카 포르투갈어 와 마카오, 동티모르 등의 아시아 포르투갈어는 유럽 표준을 바탕으로 하고 있으나, 각자 특유의 발음 및 문법이 발전되었다.

### 한국어
한국어는 대한민국과 조선민주주의인민공화국에서 각각 별도의 표준어 규범이 제정되어 있다. (대한민국 표준어, 문화어) 두 규범 모두 서울 지역의 방언을 바탕으로 제정된 규범이나, 두 규범의 차이는 점차 두드러지고 있다. 한편, 한자문화권의 한국, 중국, 일본, 베트남에서는 '한국어' 및 '조선어'의 표현이 전부 존재하는 이유로, 어느쪽을 선택하는가에 민감한 문제가 있다. ( 한국어의 남북간 차이, 한국어의 호칭 문제를 참조할 것)

### 힌디어,우르두어,벵골어
광역 힌디어권은 동일 문화권으로 정의되는, 넓은 방언의 연속체이다. 표준 힌두스탄어는 페르시아어화된 카볼리 지방의 방언에 바탕을 두고 있으며 표준 힌디어 및 표준 우르두어라는 두개의 표준 형태가 있다. 또한,브라쥬 바샤어 및 아와디어과 밀접한 관련이 있는 역사적 문학 표준이 존재하고, 한때는 힌디어의 방언으로 취급되었으나 최근에 독자적인 언어로 규정된 마이틸리어 및 도그리어 등이 있다. 표준어 형태가 규정되지 않았으나 라자스탄어 등 다른 별도의 언어들 또한 존재한다.

### 그 외
- 표준 아일랜드어, 스코틀랜드 게일어 및 맨어는 고전 게일어에서 갈라진 세 표준으로 볼 수 있다.
- 북동부 유럽 러시아 지역에서 사용되는 우랄어의 일종인 코미어는, 코미 지리안 방언과 코미 페르먀크 방언의 표준이 존재한다.
- 쿠르드어에는 두 종류의 주요 표준이 존재한다. 쿠르만지(북 쿠르드어)와 소라니어(중앙 쿠르드어). 자자-고라니 언어도 때로는 쿠르드어의 한 종류로 분류되기도 한다.
- 말레이시아어 와 인도네시아어는 동일언어(말레이어)의 별도의 표준이었다. 현재에 들어, 이 두 언어는 점점 생겨나는 차이점과 정치적인 이유로 인해 두개의 구분된 언어로 간주되고 있다. 몇가지  문법적 차이와 어휘의 차이가 존재하나, 이 두 언어 사이에는 상호 이해가 가능하다.  말레이어 자체에도 많은 지역 방언들이 존재하나, 인도네시아어는, 국가 내의 공용어로 자리매김하고 있으며 안팎으로 영향을 미치고 있다.  (말레이시아어와 인도네시아어의 차이점을 참조)
- 현대 히브리어는 문법과 어휘 면에서 단일 언어이나, 서로 다른 문화적 배경을 가진 이스라엘 국민들의 각자 다른 발음 방식을 정책상 모두 올바른 표준으로 취급하고 있다. 이들 발음 방법 중에는 아슈케나즈, 스파라드, 미즈라흐, 테마니 (성서 시대의 히브리어 발음에 가장 근접하다고 여겨진다) 등이 있다. 이런 특성으로, 히브리어를 발음 상의 차이가 지역적 차이가 아닌, 문화적 배경에 따라 차이가 존재하는 유일한 다중심언어로 볼 수 있다.
- 노르웨이어는 발음 상에서 다양한 차이가 있는 방언들로 구성되어 있으나, 표준 구어 노르웨어어의 규정은 없으나, 도시 동부 노르웨이어가 실질적인 표준어로의 역할을 하고 있다. 구술 언어로의 노르웨어어에는 덴마크어에 바탕을 둔 보크몰과 서 노르웨어 방언들, 시골 서부 지역과 내륙 지방의 방언들에 근거한 뉘노르스크의 두 종류가 존재한다. 덴마크어와 노르웨이어는, 일부 발음의 차이를 제외하고는 유사한 언어이다.
- 파슈토어는 카불 지역에서 사용되는 중앙 파슈토어와 북 파슈토어, 남파슈토어 등 세 종류의 공식 표준방언이 있다.
- 로망스 언어
  - 루마니아어 : 왈라키아 방언에 기반을 둔 루마니아어와 몰도바 방언에 근거한 몰도바 루마니아어
  - 로만슈어 : 5개의 구술 표준이 존재한다.
- 우크라이나어와 루신어는 같은 언어의 방언, 또는 별도의 언어로 구분하기도 한다.

## 같이 보기
- 압스탄드어 및 아우스바우어
- 방언 연속체
- 통방언체계(Diasystem)
- 언어분리주의
- 상호 의사 소통성
- 표준어
- 세계어

## 추가로 읽기
- Kircher, Ruth (2012). “How pluricentric is the French language? An investigation of attitudes towards Quebec French compared to European French”. 《Journal of French Language Studies》 22 (3): 345–370. doi:10.1017/S0959269512000014.
- Louw, Robertus de (2016). “Is Dutch a pluricentric language with two centres of standardization? An overview of the differences between Netherlandic and Belgian Dutch from a Flemish perspective”. 《Werkwinkel》 11 (1): 113–135. doi:10.1515/werk-2016-0006.